# Bellefonte (Arkansas)
Pour les articles homonymes, voir Bellefonte.
Bellefonte est une municipalité du comté de Boone, dans l’État de l’Arkansas aux États-Unis.

## Population et société

### Démographie
| 1880 | 1970 | 1980 | 1990 | 2000 | 2010 |
| ---- | ---- | ---- | ---- | ---- | ---- |
| 296  | 300  | 393  | 361  | 400  | 454  |

| 2020 | - | - | - | - | - |
| ---- | - | - | - | - | - |
| 411  | - | - | - | - | - |